# Хирсешть (комуна)
Хирсешть, Хирсешті (рум. Hârsești) — комуна у повіті Арджеш в Румунії. До складу комуни входять такі села (дані про населення за 2002 рік):
- Марталоджі (459 осіб)
- Хирсешть (1965 осіб)
- Чобань (450 осіб)

Комуна розташована на відстані 104 км на захід від Бухареста, 38 км на південь від Пітешть, 80 км на схід від Крайови, 141 км на південний захід від Брашова.

## Населення
За даними перепису населення 2002 року у комуні проживали 2874 особи.
Національний склад населення комуни:
| Національність | Кількість осіб | Відсоток |
| -------------- | -------------- | -------- |
| румуни         | 2816           | 98,0%    |
| цигани         | 57             | 2,0%     |
| німці          | 1              | < 0,1%   |

Рідною мовою назвали:
| Мова      | Кількість осіб | Відсоток |
| --------- | -------------- | -------- |
| румунська | 2873           | > 99,9%  |
| німецька  | 1              | < 0,1%   |

Склад населення комуни за віросповіданням:
| Релігія       | Кількість осіб | Відсоток |
| ------------- | -------------- | -------- |
| православні   | 2834           | 98,6%    |
| п'ятдесятники | 35             | 1,2%     |
| адвентисти    | 3              | 0,1%     |
| лютерани      | 1              | < 0,1%   |
| атеїсти       | 1              | < 0,1%   |